# Ремзие Хисар
Ремзие Хисар (на турски: Remziye Hisar) е турски учен, химичка. Като първата турска жена с дипломиран в Сорбоната, тя заема длъжности в различни университети в Турция и публикува много статии, най-вече за метафосфати и турски билки. Смятана е за една от първите жени-учени в съвременната история на Турция.

## Ранни години
Ремзие Хисар е родена през 1902 година в Скопие, тогава в Османската империя, в семейството на държавния служител Салих Хулуси и Айше Рефия. Една година след обявяването на втората конституция, семейството се връща в Истанбул през 1909 г.
Тя е записана в начално училище и завършва 3 класа за една година. С назначаването на баща си на ново място в Истанбул, семейството се премества отново. Ремзие завършва средното си образование в различни места от двете страни на Босфора. След това тя учи пет години в училище-интернат в Капе (район Фатих). Ремзие получава научно образование в „Дарю'л-Фюнуне“ (предшественик на съвременния Истанбулски университет), където основния ѝ интерес е химията. Завършва обучението си с отличие на 15 юли 1919 г.
Веднага след завършване на образованието си, тя се присъединява към малка група еднокласници и заедно с тях отива в Баку да работи в педагогическо училище. Групата пристига по море в Батуми и три дни по-късно достига до Баку. По време на вечерята в Баку, организирана от богати азербайджанци, Ремзие се запознава с Решит Сюрейей (по-късно получил името Гюрсей), д-р по медицина от Турция. Те се женят на 20 април 1920 г. Скоро след това, малко преди влизането в Азербайджан на Съветската армия, двамата се завръщат в Истанбул.
На 7 април 1921 г. тя ражда сина си Феза, който впоследствие става известен математик и физик. По покана на бившия си учител, който с времето става директор на отдел „Образование“ в министерството, Ремзие отива в Адана да работи като преподавател. Там тя преподава математика в двукласно училище.
Година по-късно тя последва съпруга си в Париж, за да завърши висшето си образование. През 1924 г. в Париж тя ражда дъщеря си Деха, която по-късно е член на Международната асоциация по психология. Ремзие получава химическо образование в университета в Сорбоната, където сред нейните учители е Мария Кюри. В този период тя получава стипендия от правителството на Турция. Ремзие получава диплома по биохимия – тя е първата турска жена, която получава диплома в Сорбоната. Въпреки че иска да продължи обучението в докторантура, тя трябва да се завърне у дома, поради липса на стипендия след завършване на образованието си.

## Кариера
Пристигайки в Истанбул, тя е назначен на административна длъжност в девическата гимназия „Еренкьой“. Ремзие не харесва тази позиция, тъй като желае да се занимава с химия. Молбата ѝ за обучение в докторантура в Париж първоначално е отхвърлена. Тогава тя подава заявление за свободната позиция на учителка по химия в Минноинженерното училище в Зонгулдак. По-късно министърът на образованието Джемал Хюсню (Тарай) ѝ предлага стипендия за докторантура във Франция.
През 1930 г. Ремзие се развежда със съпруга си. Тя взима дъщеря си Деха и по-малката си сестра Михри със себе си в Париж, където сестра ѝ се грижи за дъщеря ѝ. Тя провежда изследване върху метафосфатите с Пол Паскал (1880 – 1968), а след три години получава докторска степен.
През 1933 г. Ремзие се завръща у дома. Тя е назначена за доцент в катедрата по обща и физическа химия в Истанбулския университет, който е реформиран и модернизиран. През 1936 г. тя се премества в Анкара, където заема позицията на специалист по биохимия към катедрата по фармакодинамика в Института за обществено здраве.
През 1947 г., Ремзие, която взима фамилията Хисар след излизането на закона за фамилиите през 1934 г., постъпва на работа в Истанбулския технически университет, където заема длъжността доцент по химия към факултета по машиностроене и химия. През 1959 г., тя става професор. През 1973 г. излиза в пенсия. В рамките на кариерата си, тя публикува повече от 20 статии, най-вече за метафосфати и турски билки, много от които са публикувани в списание Bulletin de la Société Chimique de France.

## Късни години
След пенсионирането си Ремзие Хисар живее в дома си в Анадолухисар, наследен от баща ѝ. Тя почива скоро след получаването на новината за смъртта на сина си Феза през 1992 г.

## Признание
През 1991 г. тя получава наградата на Съвета на Турция за научно-технически изследвания (TÜBITAK).